# Uta Brandes
Uta Brandes (* 1. Januar 1949 in Hannover) ist eine deutsche Design-Expertin, -Theoretikerin und -Autorin. Von 1995 bis 2015 war sie Professorin für Gender und Design und für Designforschung an der Köln International School of Design. 

## Biografie
Uta Brandes studierte an der Universität Hannover erst Anglistik, Sport- und Politische Wissenschaften, dann Soziologie und Psychologie und schloss das Studium mit dem M.A. ab. Anschließend promovierte sie bei Oskar Negt und Regina Becker-Schmidt.
Während des Studiums arbeitete sie unter anderem als Lehrerin an einer Fachoberschule und als Regieassistentin am Staatstheater Hannover. Von 1973 bis 1982 war sie Mitherausgeberin der experimentellen Zeitschrift für Kunst, Literatur, Musik, Architektur und Design „zweitschrift“. „zweitschrift“ veröffentlichte Originalarbeiten u. a. von John Cage, Christo, Ernst Jandl, Martin Kippenberger, Friederike Mayröcker, Alessandro Mendini, César Pelli, Haus-Rucker-Co, Valie Export, Peter Weibel, Lawrence Weiner. Nach dem Studium wurde sie im Rahmen eines DFG-Forschungsprojekts wissenschaftliche Mitarbeiterin an der Universität Hannover, danach stellvertretende Leiterin des Forschungsinstituts Frau und Gesellschaft.
Nach ihrem Umzug nach Frankfurt am Main wurde sie als Leitende Ministerialrätin (stellvertretende Staatssekretärin) an die Staatskanzlei der Hessischen Landesregierung berufen – allerdings kündigte sie diese Beamten-Perspektive nach sechs Monaten und arbeitete weiter als freie Autorin für den Hörfunk, für Zeitschriften und Bücher. In dieser Zeit beteiligte sie sich zudem an der Gründung des Deutschen Journalistinnen-Bundes.
Ende der 1980er Jahre baute sie als dessen erste Leiterin das Schweizer Design Center in Langenthal auf und war an der Gründung des Designerinnen Forum aktiv beteiligt.
Anfang der 1990er Jahre entwickelte sie das Konzept für den Veranstaltungsbereich der Kunst- und Ausstellungshalle der Bundesrepublik Deutschland in Bonn und wurde Direktorin dieses Forums – unter anderem initiierte und organisierte sie dort Kongresse (z. B. zur Zukunft der Sinne), Kurz-Opern und Konzerte experimenteller Musik.
Außerdem gründete sie (gemeinsam mit Michael Erlhoff) in Köln be design, ein Büro für Design-Beratung, -Konzeption und -Forschung. Sie ist Gründungs-Vorsitzende der Deutschen Gesellschaft für Designtheorie und -forschung und gründete im Jahr 2013 das international Gender Design Network (iGDN). Sie war Gastdozentin an Universitäten in Tokyo, Nagoya, Fukuoka, Hangzhou, Shanghai, Peking, Taipei, Hong Kong, New York und Sydney. Sie war und ist Mitglied vieler Jurys und gehörte der Auswahlkommission Design der Studienstiftung des Deutschen Volkes an.
Von 2000 bis 2006 organisierte sie gemeinsam mit Michael Erlhoff den St. Moritz Design Summit.
Seit ihrer Emeritierung im August 2015 arbeitet sie an diversen Projekten: u. a. für „The Other Academy“, Design Institute for Social Innovation der Hong Kong Polytechnic University; als Ausstellungskuratorin der Wanderausstellung „Blue & Pink: Rethink“ – über gender-sensibles und gender-unsensibles Design; und im Kontext des international Gender Design Network (iGDN) forscht sie über Gender & Stadt. Sie berät Unternehmen in Fragen der Einbeziehung von Gender in den Designprozess, und sie schreibt Bücher sowie Essays.
Uta Brandes lebt in Köln.

## Forschungsprojekte

### Non Intentional Design
Non Intentional Design (NID) ist ein Begriff, den Uta Brandes und Michael Erlhoff Ende der 1990er Jahre in die Designforschung einführten. Er bezeichnet die alltägliche, sozusagen unprofessionelle Umgestaltung des professionell Gestalteten. NID entsteht in der Nutzung eines Objekts, und zwar immer dann, wenn gegen eine funktional vorgegebene (und damit eingeschränkte) Intention verstoßen wird, beziehungsweise die vorgegebene Anwendung in der neu gefundenen nicht eingelöst wird. NID untersucht die Herstellung von Funktion und Bedeutung der Dinge im und durch den Gebrauch. Es bezeichnet all jene Handhabungen, Prozesse, Umgangsweisen, in deren Verlauf Menschen durch kleinere oder größere Eingriffe ihr Lebens- und Arbeitsumfeld verändern.
Seine wesentlichen Prinzipien lassen sich folgendermaßen zusammenfassen:
- Reversible Umnutzung: Ein Objekt wird temporär oder dauerhaft in einem neuen Kontext genutzt, wobei jedoch der ursprüngliche * Zustand und die ursprüngliche Funktion nicht zerstört werden (Marmeladenglas als Stiftbehälter).
- Irreversible Umnutzung: Der neue Gebrauch hinterlässt dauerhafte Spuren (Flasche als Kerzenständer); das Objekt muss für die neue Anwendung dauerhaft verändert werden (Schraubglas mit durchlöchertem Deckel als Zuckerstreuer).
- Ortsveränderung: Dinge werden aus ihrem ursprünglichen Einsatzort herausgelöst (Europaletten als Bettgestell), oder, umgekehrt, es wird ein Ort zu einem neuen Zweck umfunktioniert (Partys unter Brücken).

### Ansprüche alleinreisender Geschäftsfrauen an die Hotelkultur
Die Hotelstudie entstand im Kontext der Lehre und Forschung von Uta Brandes an der Köln International School of Design (KISD) der Fachhochschule Köln.
Laut Uta Brandes sind 40 % der Geschäftsreisenden Frauen. In Deutschland steigen die Zahlen reisender Geschäftsfrauen von derzeit ca. 25 % ebenfalls rasant. Lufthansa reagierte bereits mit einem eigenen Magazin für Businessfrauen; einige Hotels beginnen, meist noch zögerlich, weibliche Gäste zu bemerken.
Die qualitative Explorationsstudie suchte herauszufinden, wie allein reisende Frauen sich in diesen Hotels verhalten und fühlen, ob die Hotels ihren Erwartungen und Ansprüchen entsprechen und welche Dinge, Räume und Dienstleistungen sie vermissen.
Methodisches Vorgehen:
- mündliche und schriftliche Interviews mit alleinreisenden Frauen (international)
- schriftliche Befragungen alleinreisender Männer (international) zum Vergleich
- Befragung Hotelmanagement (europaweit, Hotelketten)
- verdeckte Beobachtungen des Verhaltens weiblicher Hotelgäste in unterschiedlichen Hotels und Hotelbereichen: Bar, Lobby, Frühstücksraum…
- Selbstexperimente: Studentinnen allein an der Bar
- Interviews mit je zwei weiblichen und männlichen international renommierten Designern („Portraits“)

Frauen sind alles andere als zufrieden mit der bestehenden Hotelkultur. Denn in den meisten Häusern gilt un- oder vorbewusst das Konstrukt des Businessman weiterhin als Leitlinie für Hotelgestaltung und Service.
Die Differenz zu reisenden Männern erweist sich, zusammengefasst, plakativ: Während Frauen im Durchschnitt ca. 30 Dinge, Services und Atmosphärisches wünschen – und als häufig fehlend bemängeln –, ist eine große Mehrheit der Männer zufrieden, wenn (kostenloses) W-Lan, eine gute Matratze und Rasierschaum vorhanden sind.

## Publikationen
- Uta Brandes / Michael Erlhoff (Hg.): My Desk is My Castle – Exploring Personalisation Cultures (Birkhäuser), 2012, ISBN 978-3-0346-0774-2 (English only)
- Uta Brandes/Michael Erlhoff (Hg.): Dada’s Best, Hamburg (Nautilus) 2009, ISBN 978-3-89401-601-2
- Uta Brandes/Michael Erlhoff/Nadine Schemmann: Designtheorie und Designforschung, Stuttgart (UTB) 2009, ISBN 978-3-8252-3152-1
- Uta Brandes/Sonja Stich/Miriam Wender: Design durch Gebrauch: Die alltägliche Metamorphose der Dinge (deutsche Edition), Basel – Boston – Berlin (Birkhäuser) 2009 / Design by Use. The Everyday Metamorphosis of Things (Engl. Edition), Basel – Boston – Berlin (Birkhäuser) 2009, ISBN 978-3-7643-8866-9
- Uta Brandes/Michael Erlhoff: Non Intentional Design, Köln (Daab) 2006, ISBN 978-3-937718-93-4
- Uta Brandes (Hg.): Michael Erlhoff & Friends, Basel (Birkhäuser) 2006, ISBN 978-3-7643-7689-5
- Design ist keine Kunst. Technologische und kulturelle Implikationen der Formgebung, Regensburg (Lindinger + Schmid) 1998, ISBN 3-929970-32-5
- Uta Brandes (Hg.): Hartmut Esslinger und Frogdesign, Steidl Verlag, Göttingen 1992, ISBN 3-88243-215-2
- Uta Brandes/Richard Bachinger/Michael Erlhoff (Hg.): Unternehmenskultur und Stammeskultur, Verlag der Georg Büchner Buchhandlung, Darmstadt 1988, ISBN 3-927902-26-8
- Uta Brandes/Rolf-Peter Baacke/Michael Erlhoff: Design als Gegenstand. Der neue Glanz der Dinge, Berlin (Frölich & Kaufmann) 1983, ISBN 3-88725-008-7